# ギヨーム4世 (ヌヴェール伯)

ヌヴェール伯の紋章

ギヨーム4世（フランス語：Guillaume IV, 1130年ごろ - 1168年10月24日）は、ヌヴェール伯、オセール伯およびトネール伯（在位：1161年 - 1168年）。

## 生涯

### 家族
ギヨーム4世はヌヴェール伯ギヨーム3世とイダ・フォン・シュポンハイムの息子であり、後に伯位を継承したギーの兄であった。父方の祖父母はヌヴェール伯ギヨーム2世とその妃アデライードであった。また、母方の祖父母はケルンテン公エンゲルベルトとウタ・フォン・パッサウであった。
弟のルノー・ド・ヌヴェールは第3回十字軍に参加し、1191年8月5日にアッコで亡くなった。また、姉妹アデライードはジョワニー伯ルノー4世と結婚し、もう一人の姉妹であるエルマンガルドについては、モレームのベネディクト会修道院への寄進を記した文書でのみ確認される。

### 結婚
1164年、ギヨーム4世はエレオノール・ド・ヴェルマンドワと結婚し、後にエレオノールは1183年から1214年までヴェルマンドワ女伯となった。エレオノールはヴェルマンドワ伯ラウル1世とその2番目の妃ペトロニーユ・ダキテーヌの娘であった。ペトロニーユはアキテーヌ公ギヨーム10世とアエノール・ド・シャテルローの娘であり、エレオノールはアリエノール・ダキテーヌの姪であった。
彼の妻は以前、エノー伯ボードゥアン4世とアリス・ド・ナミュールの息子であるオストゥルヴァン伯ジョフロワと結婚していたが、ジョフロワはパレスチナへの旅行の準備中に1163年4月7日に亡くなった。エレオノールはブローニュ伯マチュー・ダルザス、ボーモン＝シュル＝オワーズ伯マチュー3世、そして（おそらく）エティエンヌ2世・ド・ブロワと結婚した。エレオノールには子供がいなかったため、相続人となったのは、父方のまたいとこの子にあたるフランス王フィリップ2世であった。

### 十字軍
ギヨーム4世は、父親が亡くなるわずか2年前の1159年に騎士とされた。父ギヨーム3世の死の時、ギヨーム4世とその弟たちは若年であったと考えられている。弟ギーは1164年時点ではまだ未成年であった。ヌヴェール伯ギヨーム4世は、ヌヴェール城とクラムシー城（現在のフランスブルゴーニュ地域圏ニエーヴル）に居を構えた。クラムシーの東にヴェズレーの町があったが、ここは中世初期、聖地へ向かう十字軍の出発点であった。
カトリック百科事典によると、ヴェズレー修道院はヌヴェール伯としばしば対立していた。ギヨーム4世は主席司祭レタールに修道士たちを強制的に追い出させ、修道院を放棄させた。1166年、フランス王ルイ7世はギヨーム4世とヴェズレー修道院長ギョーム・ド・メロとの和解を取りまとめた。1167年1月6日（公現祭の日）、ルイ7世は和解を祝う祝典に出席した。教会に対する罪を償うために、ギヨーム4世は十字軍諸国に向けて出発した。1168年、ギヨーム・ド・ティールはヌヴェール伯がエルサレムに到着したことを記録している。その一方で、エルサレム王アモーリー1世はエジプト侵攻の準備を進めていた。しかし、ギヨーム4世はその後すぐに亡くなり、ベツレヘムに埋葬された。その後、ギヨーム4世の騎士のほとんどがアモーリー1世の遠征に参加し、おそらくビルベースの住民の虐殺に加わったと考えられている。

### ベツレヘム司教領
ギヨーム4世は1168年に亡くなる前に、ベツレヘム司教に対し、もしベツレヘムがイスラム教徒の手に落ちたら、ベツレヘム司教をクラムシーで歓迎すると約束した。1187年にサラディンがベツレヘムを占領した後、亡きギヨーム4世の遺志が尊重され、ベツレヘム司教は正式にクラムシーのパンテノール救護所に居を構え、そこは1789年のフランス革命までの約600年間、名目上のベツレヘム司教座であり続けた。